# سيد غراي
سيد غراي (بالإنجليزية: Cyd Gray)‏ (مواليد 21 نوفمبر 1973) هو لاعب كرة قدم. يلعب مع منتخب ترينيداد وتوباغو لكرة القدم. سبق له أن لعب في كأس العالم لكرة القدم مع منتخب بلاده.

## روابط خارجية
- سيد غراي على موقع الاتحاد الدولي (مؤرشف)  (الإنجليزية)
- سيد غراي على موقع قاعدة بيانات كرة القدم.إي يو (الإنجليزية)
- سيد غراي على موقع ناشيونال فوتبول تيمز (الإنجليزية)
- سيد غراي على موقع عالم كرة القدم.نت (الإنجليزية)